# Osiris maurus
Osiris maurus är en biart som beskrevs av Shanks 1986. Osiris maurus ingår i släktet Osiris och familjen långtungebin. Inga underarter finns listade i Catalogue of Life.